# Alfaro cultratus
Pour les articles homonymes, voir Alfaro.
Espèce
Alfaro cultratus est un poisson qui fait partie de la famille des Poecilidae.

## Origine et Habitat
Alfaro cultratus habite les rivières limpides à fort courant du Nicaragua, du Panamá et du Costa Rica.

## Description
Sa colonne vertébrale est visible au travers de son corps translucide. Les 2 rangées d'écailles de la partie inférieure de son corps donnent une allure de lame de couteau d'où vient son nom anglais "Knife Livebearer". Le corps est de couleur jaune vert, pâle sur le ventre, iridescent violet au-dessus de la nageoire anale.
La femelle est plus grande et plus trapue que le mâle.

## Paramètres de l'eau
La température de l'eau doit se situer entre 24 et 28°C et le pH entre 6,5 et 7,5 pour que l'Alfaro se sente à l'aise. De plus, l'eau doit être douce et avoir un maximum de 9dGH.

## Alimentation
Alfaro cultratus est un omnivore. Les adultes mangent surtout des arthropodes terrestres durant la saison humide. Dans la forêt inondée, les insectes glissent des arbres sous la forte pluie pour atterrir à la surface de l'eau. C'est à ce moment que l'Alfaro en profite pour les inclure dans sa diète. Il mange aussi des larves de mouches et de moustiques. Il lui arrive aussi de manger des petits poissons.
A la maison, il accepte les flocons de bonne qualité et la nourriture congelée.

## Reproduction
Le mâle nage de façon saccadée autour de la femelle puis se place au-dessus d'elle et lui caresse la tête avec ses longues nageoires pelviennes. Il s'approche d'elle de côté et la féconde.
Alfaro cultratus fait partie des ovovivipares. La fécondation est interne et la gestation dure entre 24 et 32 jours. La femelle donne alors naissance à une portée de 10 à 35 alevins.
Les petits grandissent rapidement.

## Comportement
Alfaro cultratus préfère être en groupe. Il devient agressif envers les autres espèces lorsqu'il est seul. En groupe, c'est un poisson vif mais timide qui aime avoir beaucoup d'espace. Alfaro est toujours en mouvement. Le bac doit être spacieux, avoir une végétation abondante et la filtration doit être efficace.